# بنت ليلة (السوادية)

تعديل مصدري - تعديل

بنت ليلة هي إحدى قرى عزلة ذاهبة بمديرية السوادية التابعة لمحافظة البيضاء، بلغ تعداد سكانها 184 نسمة حسب تعداد اليمن لعام 2004.